# Мост Ђурђени–Ваду Оиј
Мост Ђурђени–Ваду Оиј (енгл. Giurgeni–Vadu Oii Bridge) је мост у Румунији, преко Дунава, између општине Ђурђени и Ваду Оија. Повезује регионе Мунтенија и Добруџа.
Мост је конструиран као челични, дужине 1.456 m (4.777 ft).